# Christina Sawaya
Christina Sawaya (Tiếng Ả Rập: كريستين صوايا) là một nữ hoàng sắc đẹp đến từ Liban.

## Tiểu sử
Christina Sawaya sinh ngày 16 tháng 8 năm 1980 tại Liban.

## Sự nghiệp người mẫu và các cuộc thi sắc đẹp
Để rút ngắn con đường trở thành một người mẫu nổi tiếng, Christina đã tham gia một loạt các cuộc thi nhan sắc trong nước từ năm 1999 đến 2002. Một số danh hiệu cô giành được như Hoa hậu sinh viên Liban 1998 hay Siêu mẫu Liban 1999.
Năm 2001, Cô tham gia cùng 19 người đẹp khác trong cuộc thi Hoa hậu Liban 2001 nơi cô đăng quang và giành quyền đại diện Liban ở các cuộc thi hoa hậu lớn trên thế giới.
Cuối năm 2001, Christina đến Nam Phi dự cuộc thi Hoa hậu Thế giới 2001. Tuy nhiên cô không đạt giải. 
Năm 2002, cô được cử đi tham dự cuộc thi Hoa hậu Hoàn vũ 2002 tại San Jones, Pueto Rico nhưng Christina đã từ chối vì không muốn cùng tham gia với hoa hậu Israel, cô Yamit Har-Noy.
Cô sau đó quyết định đến Tokio, Nhật Bản để tranh tài cùng với 51 người đẹp đến từ khắp nơi trên thế giới trong cuộc thi Hoa hậu Quốc tế 2002. Đêm 30 tháng 9 năm 2002, cô đã trở thành người Liban đầu tiên chiến thắng cuộc thi nói trên.
Cùng năm đó, Christina nhận được giải thưởng "Người đẹp của năm" do trang web chuyên về các cuộc thi sắc đẹp lớn trên thế giới Globalbeauties.com bầu chọn. Đây là lần đầu tiên và duy nhất cho đến nay một thí sinh của cuộc thi hoa hậu quốc tế giành được danh hiệu trên.
Christina Sawaya là hoa hậu quốc tế đầu tiên có nguồn gốc Hồi giáo Trung Đông. Trong cùng năm đó, Hoa hậu thế giới Azra Akin đến từ Thổ Nhĩ Kỳ và hoa hậu trái đất Džejla Glavović (bị truất ngôi) đến từ Bosna và Hercegovina, về cơ bản đều là những nước Hồi Giáo.

## Hôn nhân
Ngày 15 tháng 11 năm 2003, Christina kết hôn với Tony Baroud tại thủ đô Beirut của Liban. Tony Baroud là cựu thành viên của đội tuyển bóng chày quốc gia và hiện đang là bình luận viên thể thao kiêm giải trí trên sóng các kênh truyền hình của tập đoàn truyền thông Liban. Tony cũng là người dẫn chương trình trong cuộc thi hoa hậu Liban 2007.
| Tứ đại Hoa hậu (2002)         | Tứ đại Hoa hậu (2002)      | Tứ đại Hoa hậu (2002)            | Tứ đại Hoa hậu (2002)            |
| ----------------------------- | -------------------------- | -------------------------------- | -------------------------------- |
| Hoa hậu Hoàn vũ Justine Pasek | Hoa hậu Thế giới Azra Akin | Hoa hậu Quốc tế Christina Sawaya | Hoa hậu Trái đất Winfred Omwakwe |